# 白梅学園清修中高一貫部
白梅学園清修中高一貫部（しらうめがくえんせいしゅうちゅうこういっかんぶ）は、東京都小平市小川町一丁目に所在する私立女子校。6年間中高一貫部だけで授業等を行う完全中高一貫校である。白梅学園高等学校とは敷地を同じくするが、授業、学校行事、カリキュラム、校舎、制服等がすべて別になっている。

## 概要
法令上は白梅学園清修中学校と白梅学園高等学校の2校が設置されており、白梅学園清修中学校の卒業生は白梅学園高等学校の中高一貫部へ進学する形となる。しかし実態としては、白梅学園高等学校とは独立した中高一貫校として運営されている。

## 沿革
- 2006年 - 白梅学園清修中学校が開校。

## 部活動
部活動を授業の時間内に組み入れた「エリアコラボレーション授業」を実施している。近隣の大学などから専門家を招聘して指導する。

## 制服
イートン・カレッジの制服を参考にしたデザイン。
- 冬服 - 紺ブレザー
- 中間服 - ネイビーベスト
- 夏服  - 白シャツ、白ベスト

## 交通
- 鷹の台駅から徒歩13分
- 新小平駅から自転車10分
- 国分寺駅より西武バス寺71・寺71-1系統 武蔵野美術大学又は小平営業所行きにて「白梅学園前」下車